# Frankfurtská burza
Frankfurtská burza (Frankfurter Wertpapierbörse) je akciová burza se sídlem ve Frankfurtu v Německu. Založena byla v roce 1585 a nyní je jednou z největších burz na světě. Na burze je zalistováno kromě německých akciových společností i řada zahraničních firem. Frankfurtská burza je součástí společnosti Deutsche Börse.